# Athelhampton
Athelhampton – wieś i civil parish w Anglii, w Dorset, w dystrykcie (unitary authority) Dorset. W 2001 civil parish liczyła 43 mieszkańców. Athelhampton jest wspomniana w Domesday Book (1086) jako Pidele.